# Bossa (Unternehmen)
Bossa Ticaret ve Sanayi İşletmeleri T.A.Ş ist ein türkisches Textilunternehmen mit Sitz in Adana. Bossa wurde 1951 gegründet und gehörte lange zur Sabancı Holding, seit 2017 gehört es mehrheitlich der Familie Uçurum. Bossa ist einer der größeren Denim-Hersteller in der Türkei und exportiert seine Produkte für verschiedene Label, vor allem nach Europa.

## Geschichte
Bossa wurde am 25. März 1951 von dem Industriellen Hacı Ömer Sabancı gegründet. Sabancı war als Baumwollpflücker in das Çukurova-Gebiet gekommen und war schon seit 1932 Anteilseigner einer Entkörnungsfabrik für Baumwolle. 1949 erwarb er dann eine eigene Baumwollplantage in Ceyhan, die er ein Jahr später um eine Mühle und einen Entkörnungsbetrieb unter dem Namen Bossa erweiterte. Es folgte dann der Aufbau einer eigenen Textilfertigung. Nach Hacı Sabancıs Tod wurde Bossa gemeinsam mit seinen anderen Firmen von der Sabancı Holding geführt. Seit 1995 werden Aktien von Bossa an der Istanbuler Börse gehandelt.
2008 veräußerte die Sabancı Holding ihre Bossa-Anteile (damals etwa 50 %) an Faruk Ebubekir, dem unter anderem der Automobilzulieferer Akkardan gehörte. Er gab an, die Anzahl der Angestellten von etwa 2500 auf 2300 reduzieren und das Unternehmen wieder profitabler machen zu wollen. Ebubekir starb 2012. Akkardan kaufte immer mehr Anteile an Bossa auf, bis die Firma fast 94 % der Aktien hielt. 2017 wurde Bossa an die Familie Uçurum verkauft, die mit Oğuz Tekstil bereits in der Textilwirtschaft aktiv war.

## Produkte
Bossa wird zu den fünf größten Herstellern von Denimstoffen und -bekleidung in der Türkei gezählt und exportiert 75 % bis 80 % seiner Erzeugnisse, vor allem nach Europa. 2017 lag die jährliche Produktionskapazität bei 36 Millionen Meter Stoff. Bossa hat sich auch auf die nachhaltige Produktion von Stoffen spezialisiert. Seit 2018 arbeitet Bossa nach dem Zero-Waste-Prinzip und rezykliert seine Produktionsabfälle vollständig. Auch gebrauchte Jeans können recyclet werden, indem sie geschreddert und in geringen Mengen anderen Fasern beigemischt werden.
Unter anderem produziert Bossa für die Berliner Marke Picaldi Jeans, aber auch die schwedische Bio-Jeans-Marke Nudie Jeans bezog 2018 80 % ihrer Denimstoffe von Bossa.

## Eigentümer
Etwa 66 % der Aktien von Bossa gehören İsrafil Uçurum, weitere 22 % Yusuf Uçurum, die restlichen Anteile sind Streubesitz (Stand Anfang 2021).